# Montemitro
Montemitro é uma comuna italiana da região do Molise, província de Campobasso, com cerca de 468 habitantes. Estende-se por uma área de 16 km², tendo uma densidade populacional de 29 hab/km². Faz fronteira com Celenza sul Trigno (CH), Montefalcone nel Sannio, San Felice del Molise, Tufillo (CH).

## Demografia
| Variação demográfica do município entre 1861 e 2011                               |
|                                                                                   |
| Fonte: Istituto Nazionale di Statistica (ISTAT) - Elaboração gráfica da Wikipedia |